# ورزشگاه پارکن
ورزشگاه پارکن (دانمارکی: Parken Stadium) یک ورزشگاه فوتبال در کپنهاگ، دانمارک است.
این ورزشگاه در سال ۱۹۹۰ شروع به ساخت شده و در ۹ سپتامبر ۱۹۹۲ به بهره‌برداری رسیده است، ظرفیت ورزشگاه پارکن ۳۸٬۰۶۵ نفر است.

## نگارخانه

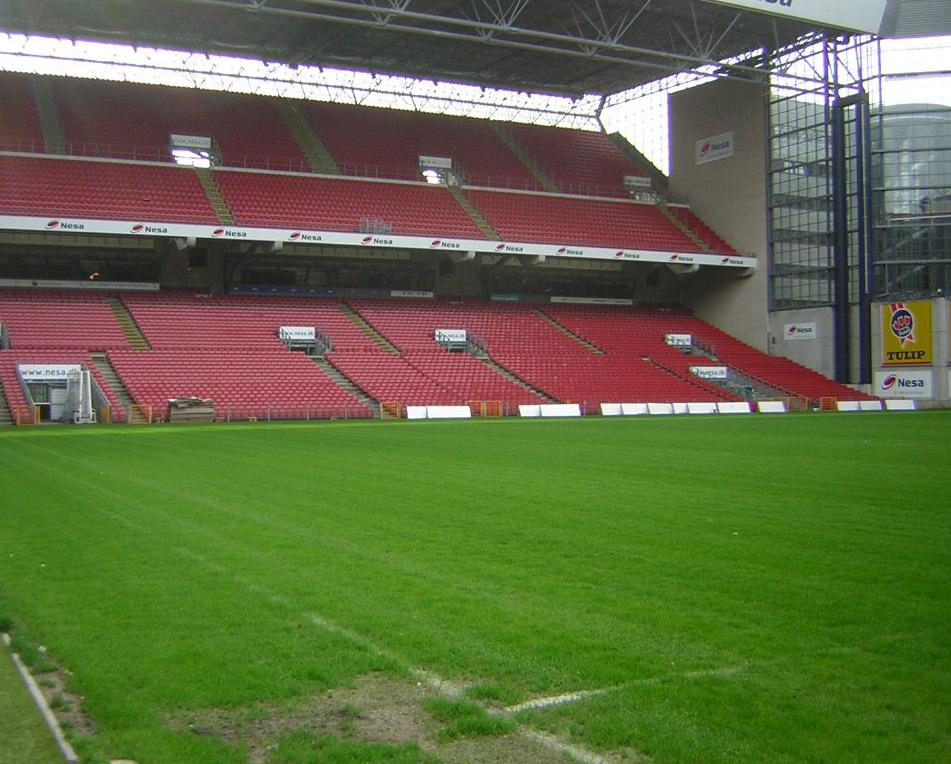
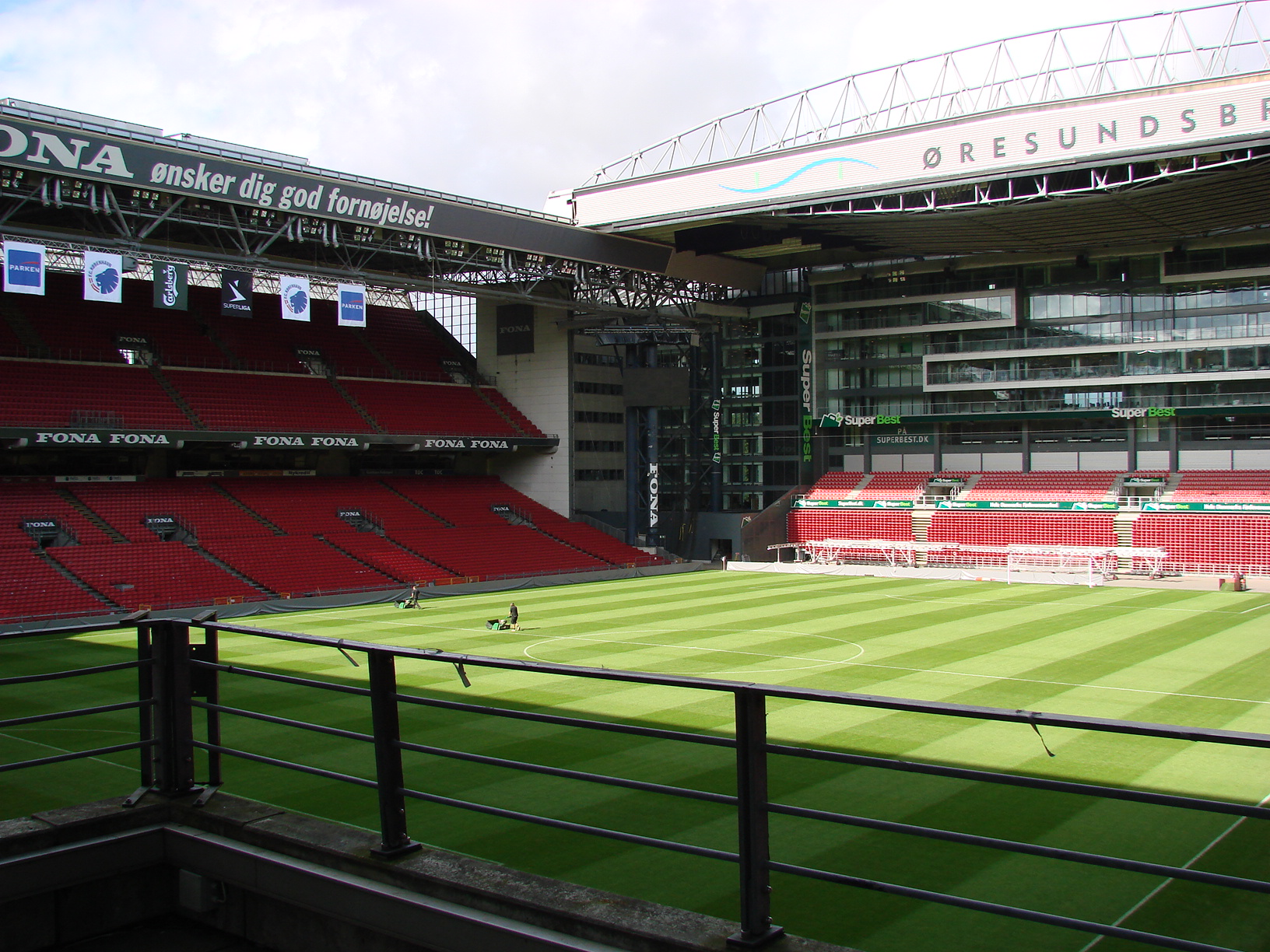
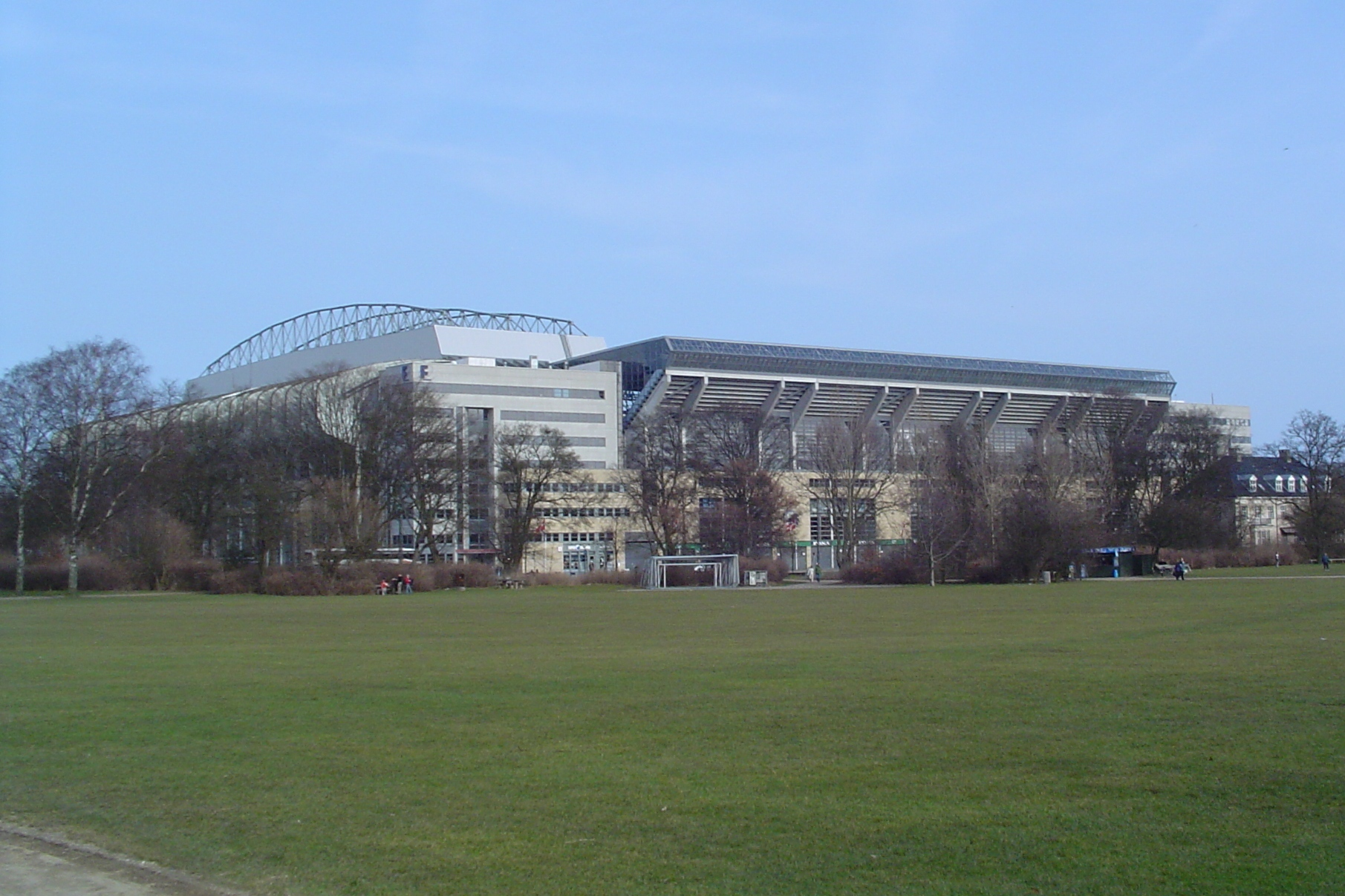
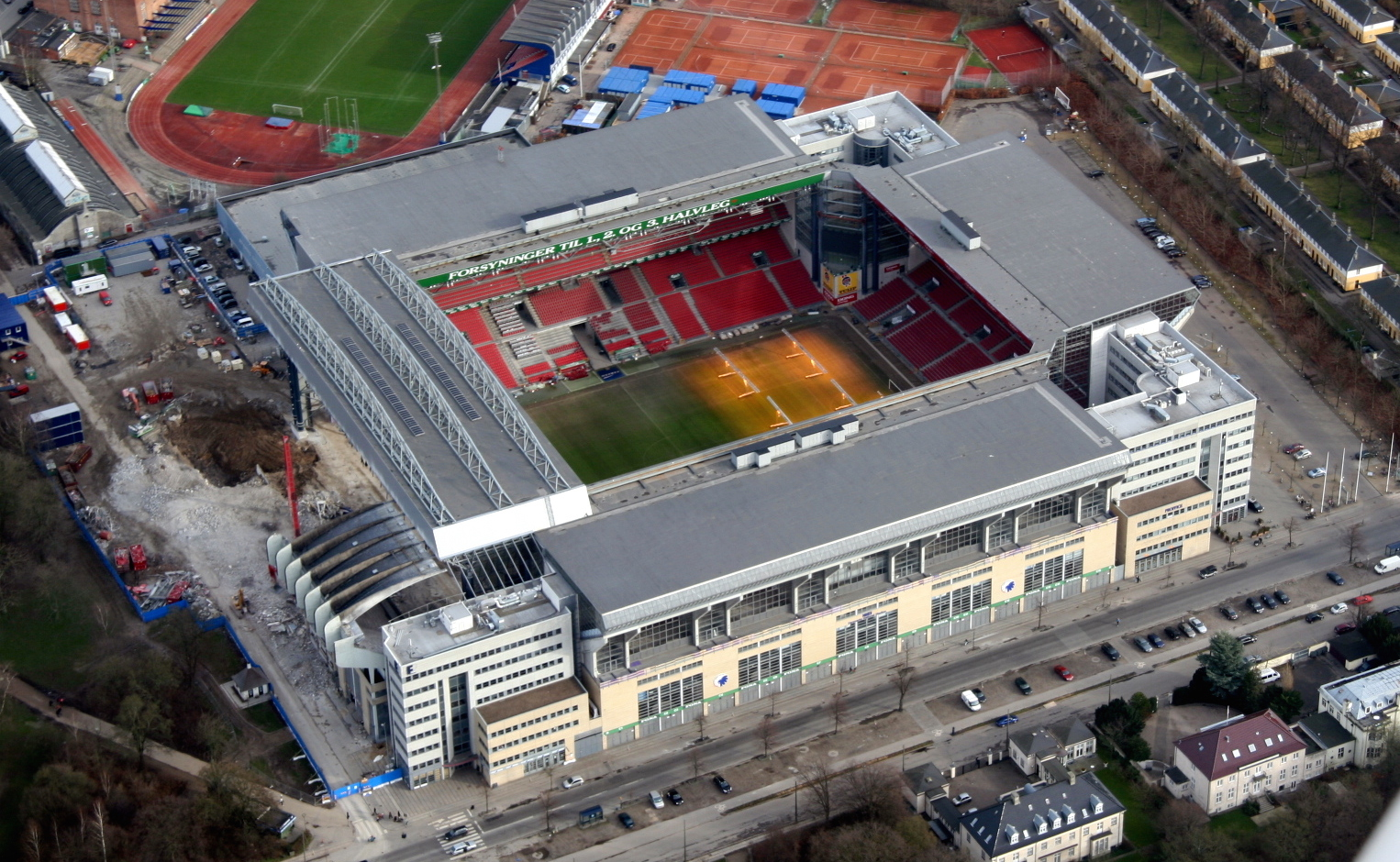
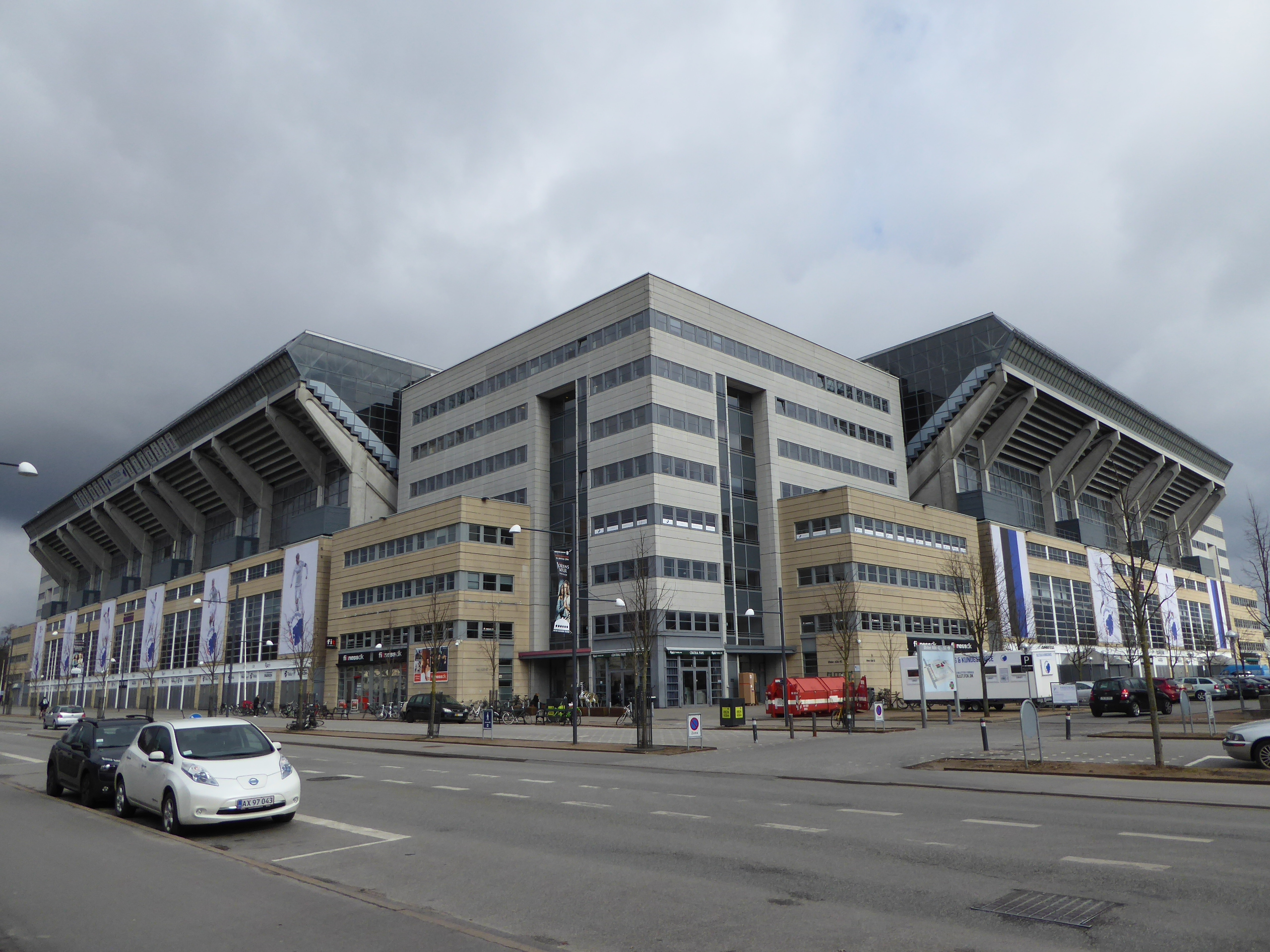